# Anthidium latum
Anthidium latum är en biart som beskrevs av Carlos Schrottky 1902. Anthidium latum ingår i släktet ullbin, och familjen buksamlarbin. Inga underarter finns listade i Catalogue of Life.